# Гладколобый кайман Шнайдера
Гладколобый кайман Шнайдера (лат. Paleosuchus trigonatus) — один из двух видов гладколобых кайманов.

## Описание

### Внешний вид
Размер половозрелых экземпляров обычно не превышают 1—1,3 м, но иногда они достигают 2 м. Максимум — 2,6 метров.

### Распространение и места обитания
Ареал гладколобого каймана Шнайдера находится в пределах бассейнов рек Ориноко и Амазонки от Венесуэлы, Гайаны, Суринама и Гвианы, на севере и до южной Бразилии на юге.

### Размножение
В кладке от 10 до 17 яиц.

## Гладколобый кайман Шнайдера и человек
Вид в зоопарках США. Находится под охраной в национальных парках Бразилии, Венесуэлы, Колумбии, Гайаны, Суринама и Гвианы. Благодаря успешной природоохранной деятельности и эффективной защите гладколобых кайманов Шнайдера их вывели из списков Красной книги МСОП, но международная торговля по-прежнему регламентируется списком Приложения II Конвенции о международной торговле.